# Moskenes
Moskenes är en kyrkby i Moskenes kommun i Nordland fylke i norra Norge. Orten ligger vid Europaväg 10, på den södra delen av ön Moskenesøya. Den utgör en del av tätorten Sørvågen. Här finns Moskenes kyrka.
Från färjeläget i Moskenes ansluter riksväg 80 genom färjeförbindelser till Bodø, Røst och Værøya.

## Bilder

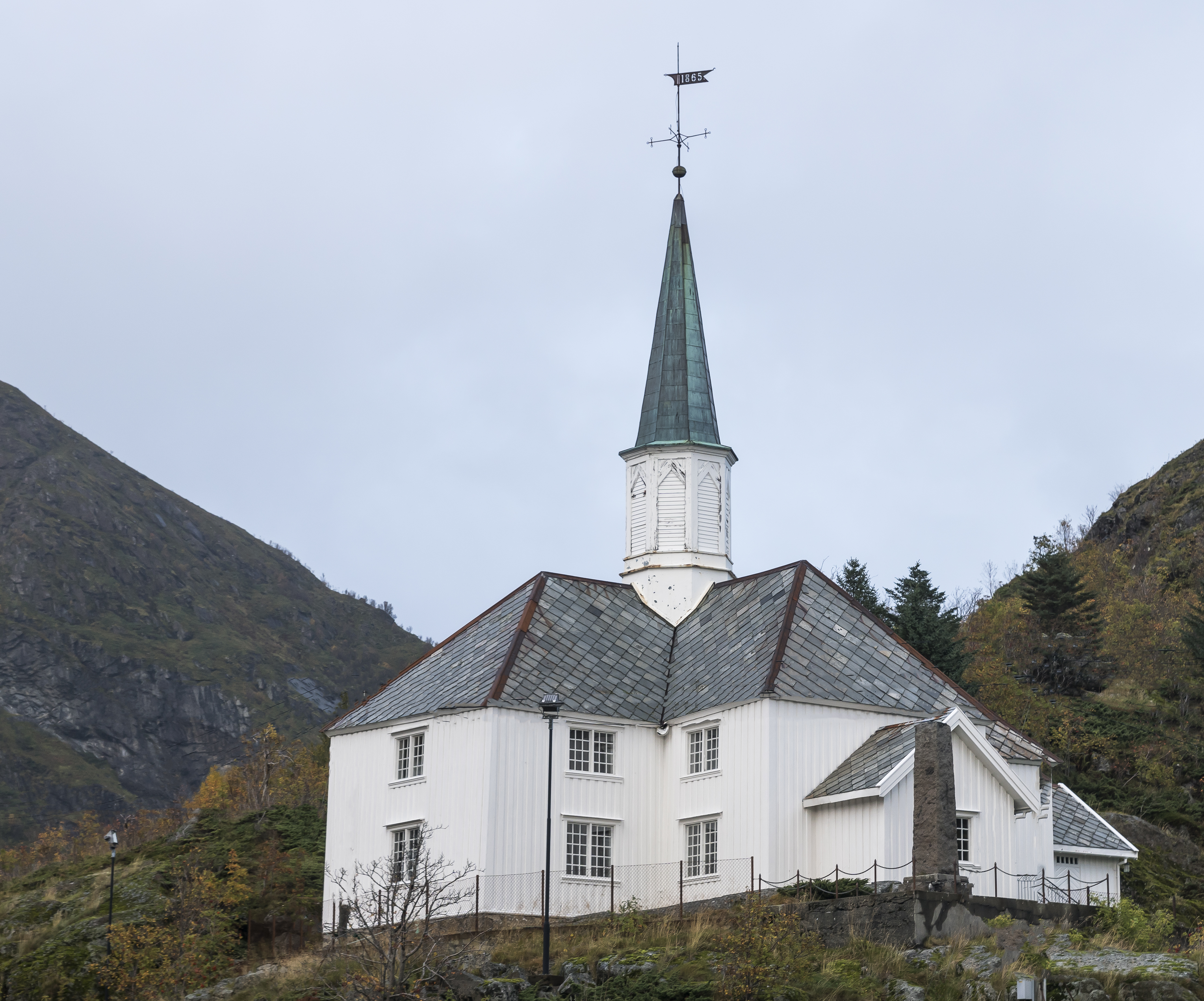
Moskenes kyrka.
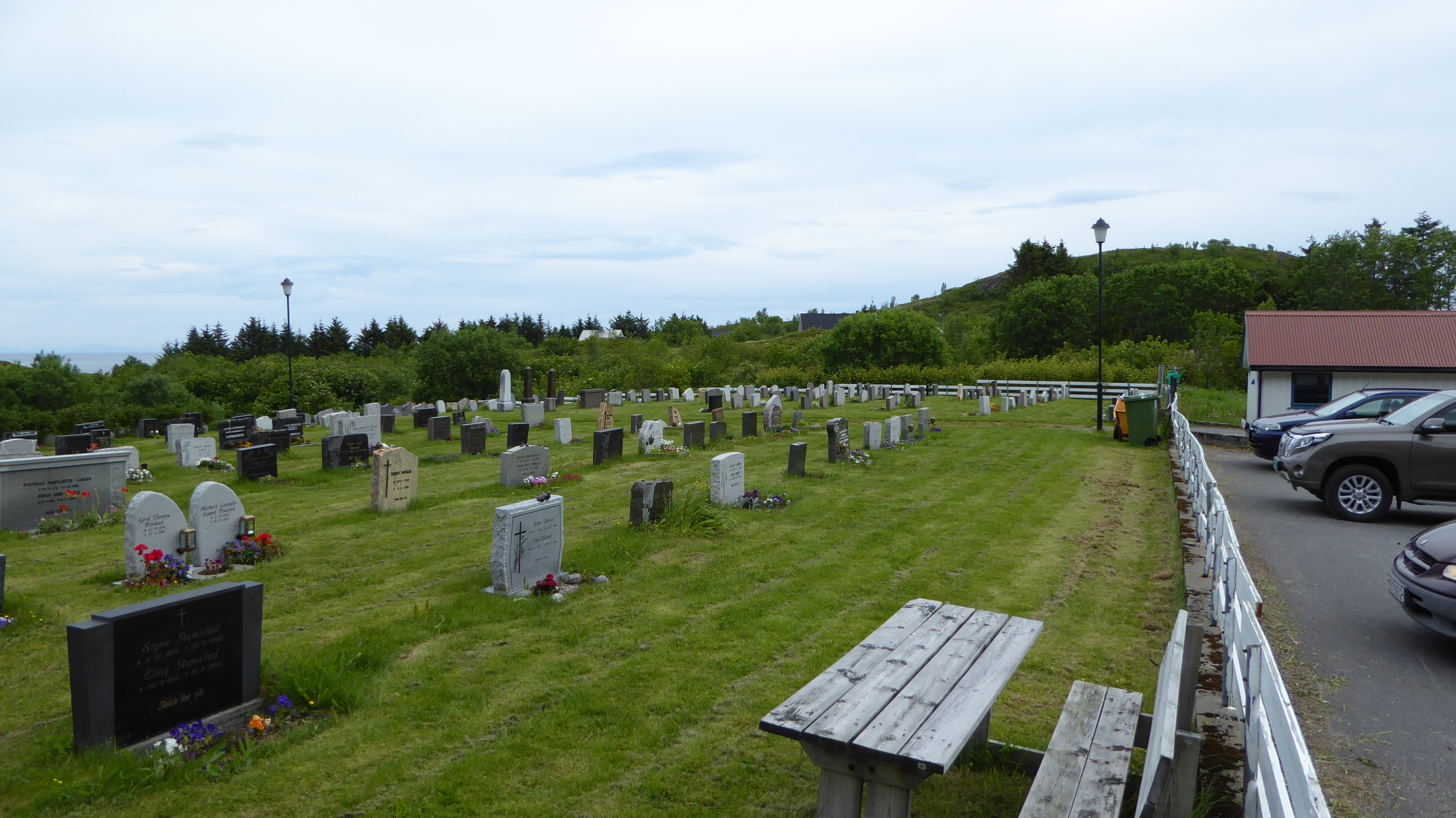
Moskenes kyrkogård.
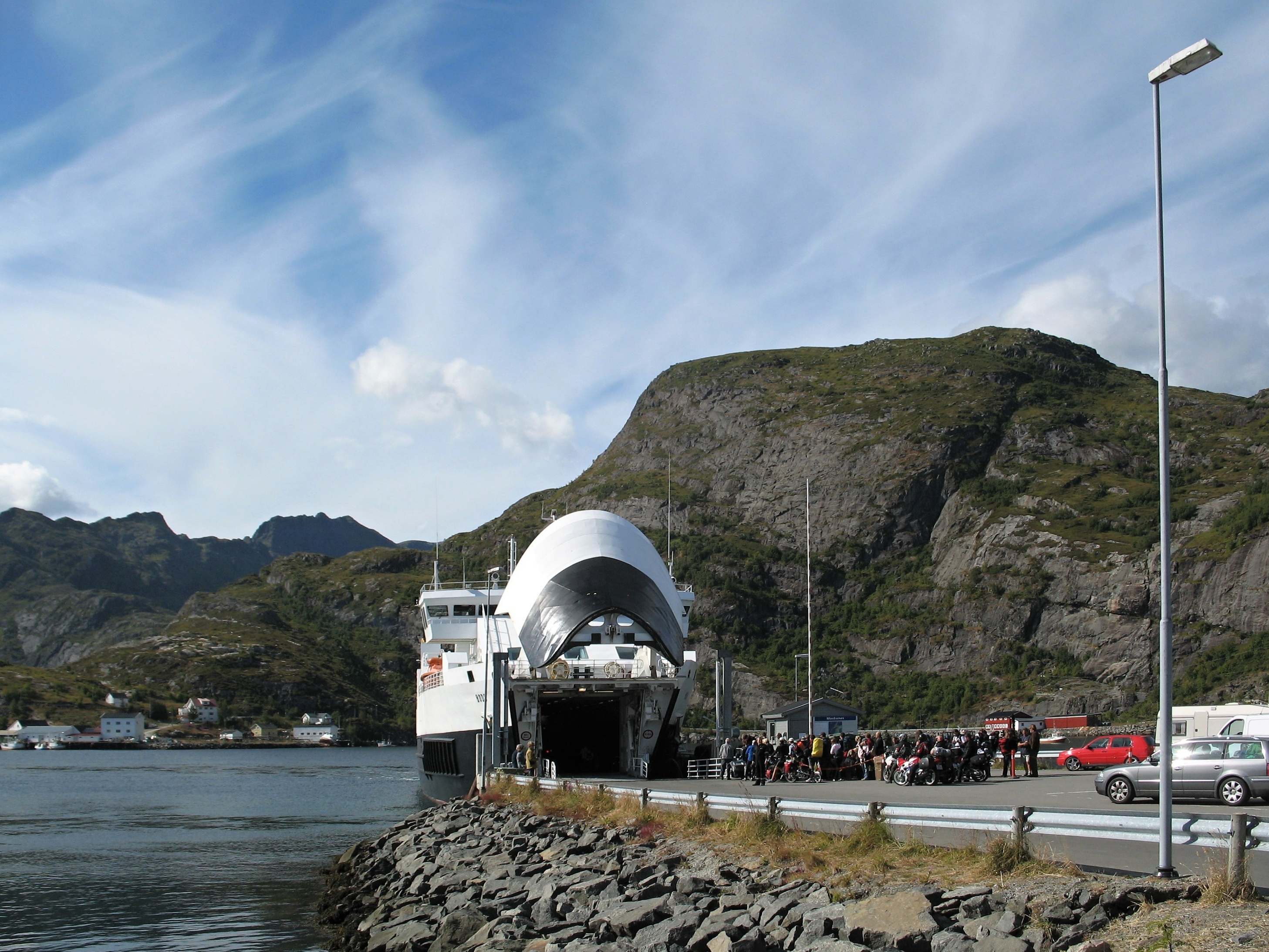
Färjeläget i Moskenes.